# 双轮隙蛛
双轮隙蛛（学名：Coelotes syzygiatus）为暗蛛科隙蛛属的动物。在中国大陆，分布于四川等地。该物种的模式产地在四川峨嵋山。